# Ponte Tresa
Ponte Tresa er navnet på en lille schweizisk by i den italiensktalende kanton Ticino, beliggende ved floden Tresa og ved bredden af Luganosøen. Ponte Tresa har 795 (2017) indbyggere.
Tresa danner grænse mellem de to lande, så byen fungerer som grænseovergangssted for trafikken mellem Vareseområdet i Italien og Luganoområdet i Schweiz. Byen er endestation for en smalsporsjernbane fra Lugano, en bane der nu indgår i kanton Ticinos S-togsnet.
På den modsatte side af Tresa ligger Ponte Tresas italienske naboby, Lavena Ponte Tresa.